# Segerovy jehlánky

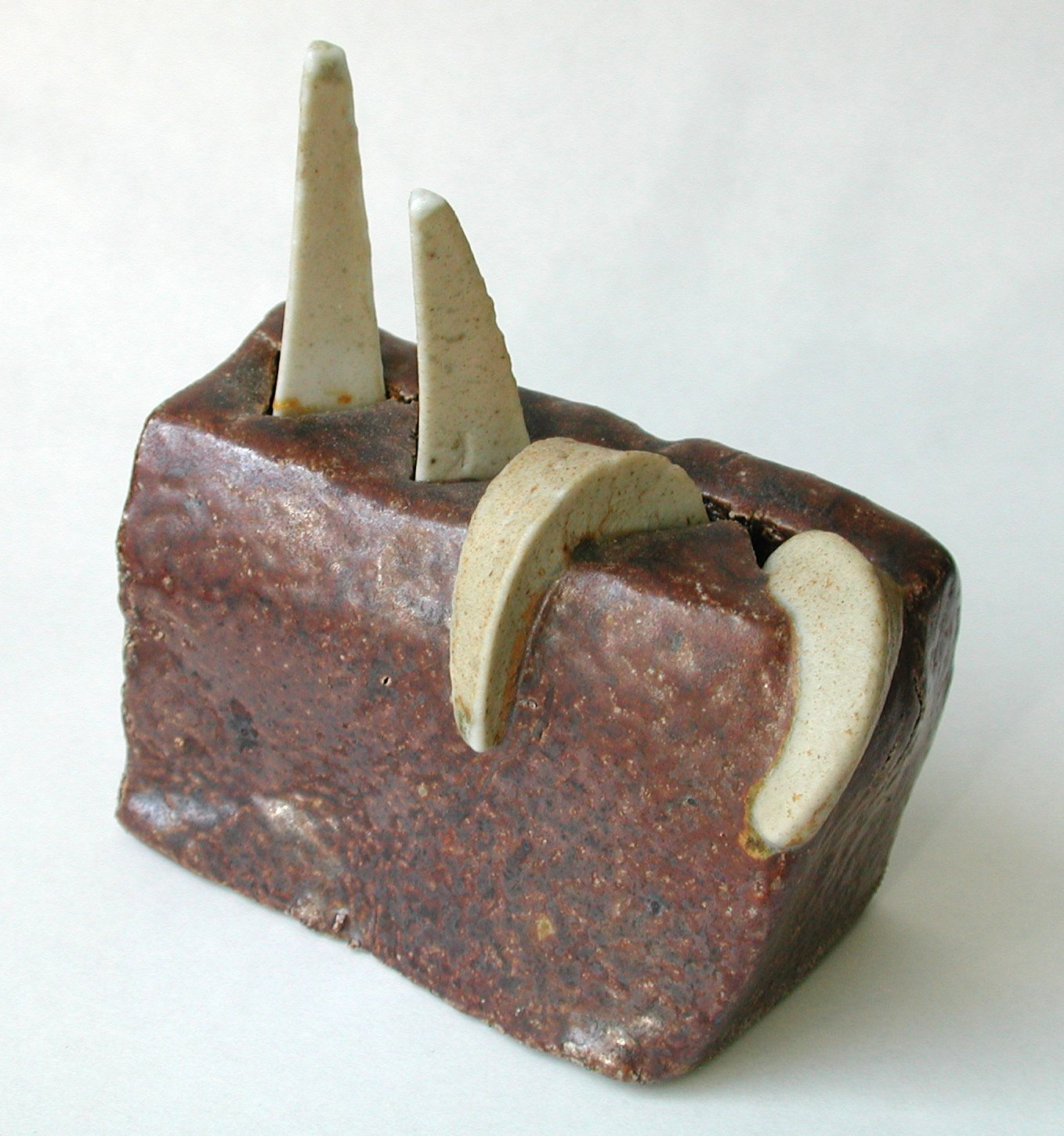
Segerovy jehlánky po použití

Segerovy jehlánky (žároměrka) je kalibrovaná sada jehlanů vytvořených z hmoty s definovanou teplotou tání. Používají se k určování teploty uvnitř pecí v keramickém průmyslu. 
Tvoří 59stupňovou řadu, umožňující měření teplot od 600 do 2000 °C. Jsou pojmenovány podle německého chemika a keramika Hermanna Augusta Segera, který je vynalezl v roce 1884.

## Měření teploty
Segerovy jehlánky umožňují měřit teplotu s přesností na několik desítek stupňů Celsia. Měření probíhá tak, že je řada po sobě jdoucích čísel Segerových jehlánků vložena na několik minut do pece. Jehlánky začnou tát a ten který se ohne, ale špičkou se ještě nedotkne podložné plochy, udává teplotu. Pokud jsou jehlánky v peci příliš dlouho, může měření ukázat teplotu až o 100 °C vyšší proti skutečnosti.

## Číslování Segerových jehlánků
- 022 = 600 °C, 021 = 650 °C, 020 = 670 °C, …
- 01a = 1080 °C, 1a = 1100 °C, 2a = 1120 °C, …
- 42 = 2000 °C